# هردوگو (سولنزو)

هردوگو شهری در شهرستان سولنزو در استان بانوا در بورکینافاسوی غربی است و جمعیت آن ۳,۲۰۵ نفر است.